# Desert Eagle (альбом)
Desert Eagle — восьмий студійний альбом американського репера C-Bo, виданий 19 листопада 2002 р. лейблом Warlock Records. У записі платівки взяли участь Cognito, D Buck, Aobie та ін.

## Список пісень
1. «Desert Storm»
2. «Real Niggaz» (з участю Aobie та Phats Bossi)
3. «CEO Status» (з участю Cognito та D Buck)
4. «Go That for Real» (з участю Pizzo)
5. «Thug Lords» (з участю Jayo Felony та Thug Lordz)
6. «Break Bread» (з участю Frank Castle)
7. «M.O.B.» (з участю Pizzo)
8. «Smoke Break» (Instrumental)
9. «What Cha Need» (з участю Aobie)
10. «Shitzofrantik» (з участю E-Loc)
11. «M.O.B.» (Remix) (з участю Cognito, D Buck та Pizzo)
12. «Exhale»